# 欽闊平 (北卡羅萊納州)
欽闊平（英語：Chinquapin）是位於美國北卡羅萊納州杜普林縣的普查規定居民點。

## 人口
根據2020年美國人口普查的數據，欽闊平的面積為3.60平方千米，皆為陸地。當地共有人口86人，而人口密度為每平方千米23.89人。